# Roberto Cano Aja
Roberto Cano Aja (18 de julio de 1956, Éibar) es el único jugador de pelota cántabro que ha conseguido veinticinco títulos regionales en categorías como pelota mano individual y en parejas, pala corta y paletas.
Ha sido proclamado “Alerta de Plata” en cinco ocasiones así como monitor de pelota por delegación de la F.E.P. y director de la Escuela Municipal de Pelota de Santander. 
Durante sus 18 años compitiendo, fue ganador de 25 títulos regionales y 3 nacionales.
Se retiró a los 37 años, por lesión de espalda.

## Trayectoria deportiva

### Comienzos
Durante sus estudios, fue nombrado Campeón de España universitario en categoría mano individual, oro en mano de parejas y plata en individual en diversos campeonatos a nivel universitarios.

### Carrera
Con el Club Pelotaris de Cantabria lograría el título nacional de Tercera y Segunda división, subcampeón de Primera, ascendiendo a la División de Honor donde se midieron con la élite española.
Posteriormente, pasó al SDC Astillero, disputando sus últimos partidos y ascendiendo a categoría nacional donde compitió hasta 1993, año en que se retióo, debido a una lesión.
El único jugador cántabro que ha conseguido reiteradamente veinticinco títulos regionales tanto en mano individual como en parejas, pala corta y paletas; se le deben añadir tres campeonatos en España.
Ha sido proclamado en cinco ocasiones al “Alerta de Plata”; monitor de pelota por delegación de la F.E.P. y director de la Escuela Municipal de Pelota de Santander.

## Palmarés
- 25 títulos regionales.
- 3 nacionales.
- 5 Alertas de Plata